# Ubisoft Blue Byte
Ubisoft Blue Byte (Blue Byte hasta 2017) es una compañía desarrolladora de videojuegos alemana, que actúa como empresa matriz de Ubisoft Berlin en la ciudad de Berlín, Ubisoft Düsseldorf en la ciudad de Düsseldorf y Ubisoft Mainz en la ciudad de Maguncia. Fundado en octubre de 1988 por Thomas Hertzler y Lothar Schmitt, la compañía es propiedad de Ubisoft desde febrero de 2001. Se les conoce por The Settlers, Battle Isle y Anno.

## Historia

### Fundación y primeros juegos (1988-1993)
En 1988, Thomas Hertzler y Lothar Schmitt abandonaron Rainbow Arts, un desarrollador de videojuegos alemán, y fundaron el suyo propio, Blue Byte, en octubre de ese año. Para ello, Hertzler y Schmitt utilizaron un capital inicial de 10.000 marcos alemanes prestados por los padres de Hertzler y establecieron una oficina en el ático de la casa de Hertzler en Mülheim an der Ruhr.
El primer juego publicado por Blue Byte fue el simulador de tenis Great Courts, publicado en 1989 por Ubi Soft. El primer gran éxito de Blue Byte fue el juego de estrategia por turnos Battle Isle, lanzado en 1991. Battle Isle fue bien recibido en la industria de los videojuegos, que en ese momento estaba en pleno auge. El título dio lugar a varias secuelas y expansiones. El siguiente gran éxito del estudio llegó en 1993 con el lanzamiento del juego de estrategia Die Siedler, comercializado internacionalmente como The Settlers. El juego fue un éxito, tuvo varias secuelas y expansiones, incluyendo una colección lanzada en agosto de 2018, una reinterpretación prevista para lanzarse el 31 de diciembre de 2022, y se convirtió en uno de los proyectos más conocidos de Blue Byte.

### Proyectos principales
A lo largo de los años, Blue Byte desarrolló y/o distribuyó varios títulos innovadores, como Chewy: Escape from F5 y Albion. El estudio hizo esfuerzos para incluirse en el mercado estadounidense, siendo apoyados por Acolade con la distribución. En 1995, Julian Pretto, un empresario de Chicago viajó a Alemania y convenció a los fundadores para que abrieran una oficina en Norteamérica. Tras el éxito del lanzamiento de Battle Isle 2020, incluyendo el mercado estadounidense, Pretto dejó el estudio para dedicarse a otros intereses. 3 años después, Blue Byte se trasladó de Chicago (Illinois) a sus nuevas instalaciones en Austin (Texas).
En 1997, se lanzó Incubation: Time Is Running Out (también conocido como Incubation: Battle Isle Phase Four), un juego de tácticas por turnos en 3D. Más tarde, en mayo de 2001, se lanzó Battle Isle: The Andosia War, que combinaba la estrategia por turnos y la estrategia en tiempo real.

### Como subsidiaria de Ubisoft (2001-presente)
En febrero de 2001, Ubi Soft adquirió el estudio por una cantidad no revelada, y se le encomendó centrarse en las dos series más populares de Blue Byte, las cuáles habían logrado convertirse en las más populares de Alemania y Europa. En el momento de la adquisición, Blue Byte contaba con una plantilla de 64 personas y estaba activa con oficinas en el Reino Unido, Alemania y Estados Unidos.
Alrededor de 2013, Blue Byte trabajó con Related Designs en 2 de sus títulos, incluyendo Might and Magic Heroes Online. Ubisoft adquirió Related Designs en abril de 2013 por una cantidad no revelada, a partir de lo cual el estudio desarrollaría proyectos en conjunto con Blue Byte. Related Designs se fusionó con Blue Byte en junio de 2014, convirtiéndose en el segundo estudio interno de Blue Byte, actualmente conocido como Ubisoft Mainz. El 2 de noviembre de 2015, el estudio lanzó Anno 2205, un juego de la serie Anno. El título recibió una puntuación de 72/100 en Metacritic, y IGN lo calificó con una puntuación de 7/10. El 25 de febrero de 2016, el estudio lanzó Assassin's Creed: Identity, un nuevo juego de acción-aventura y siglo perteneciente a la serie Assassin's Creed para IOS y Android. El juego fue catalogado como "juego del año" en la App Store, recibió una puntuación de 69/100 en Metacritic, y IGN lo calificó con una puntuación de 7/10. El título se eliminó de las tiendas y cerró los servidores en octubre de 2021, volviéndose inaccesible. El 30 de agosto de 2016, el estudio lanzó Champions of Anteria, sustituyendo a The Settlers: Kingdoms of Anteria. El nuevo juego supuso un cambio respecto a la serie original de The Settlers, con una jugabilidad mejorada. Recibió una puntuación de 67/100 en Metacritic, y IGN lo calificó con una puntuación de 7.2/10. Desde principios de 2017, el estudio colabora en el desarrollo de Skull and Bones junto a Ubisoft Singapore y otros 8 estudios de Ubisoft. El título de acción-aventura en el mar está previsto para ser lanzado el 8 de noviembre de 2022. Desde agosto de 2016, el estudio colabora en el desarrollo del juego de lucha For Honor junto a Ubisoft Montreal y otros 8 estudios de Ubisoft. El título fue lanzado el 14 de febrero de 2017, recibió una puntuación de 79/100 en Metacritic, y IGN lo calificó con una puntuación de 8/10.   A finales de 2017, el estudio colabora con Ubisoft Montreal y otros 3 estudios de Ubisoft en el desarrollo de Tom Clancy's Rainbow Six: Siege. El título fue lanzado el 1 de diciembre de 2015, recibió una puntuación de 79/100 en Metacritic, y GameSpot lo calificó con una puntuación de 10/10. En febrero de 2022 superó los 80 millones de jugadores en todas las plataformas, y el 5 de abril se anunció una versión para Android y IOS. El 16 de abril de 2019, el estudio lanzó Anno 1800. El título recibió una puntuación de 81/100 en Metacritic, y IGN lo calificó con una puntuación de 8.1/10. En febrero de 2021 se lanzó Far Cry 6, un título de disparos en primera persona perteneciente a la serie Far Cry, desarrollado junto a Ubisoft Toronto y otros 10 estudios de Ubisoft. Recibió una puntuación de 79/100 en Metacritic, y IGN lo calificó con una puntuación de 9/10, mencionándolo como "uno de los mejores juegos del año". La compañía está trabajando junto a Massive Entertainment y Ubisoft Shanghai en el desarrollo de Avatar: Frontiers of Pandora, previsto para ser lanzado en 2022. También están trabajando en Beyond Good & Evil 2 junto con Ubisoft Montpellier y otros 3 estudios de Ubisoft.
En 2017, Blue Byte pasó a llamarse Ubisoft Blue Byte, con un nuevo logotipo. En abril de 2017, se anunció un tercer estudio de Ubisoft Blue Byte en Berlín. Aunque forma parte de Ubisoft Blue Byte, el estudio con sede en Berlín se denominó "Ubisoft Berlin". Ubisoft Berlin comenzó a operar a principios de 2018 y celebró su inauguración oficial el 25 de septiembre de 2018, empleando entonces a 60 personas. Al mismo tiempo, los estudios de Ubisoft Blue Byte en Düsseldorf y Maguncia tenían 230 y 100 empleados, respectivamente. En la Gamescom de agosto de 2019, Ubisoft Blue Byte reveló una nueva identidad corporativa en la que sus 3 estudios adoptaron un nombre propio. El movimiento tenía como objetivo principal atraer a más empleados, ya que Ubisoft Blue Byte esperaba expandirse de 520 miembros de la plantilla en ese momento a 1000 para 2023. En diciembre de 2020, la marca "Ubisoft Blue Byte" se eliminó en su mayoría, y se desactivaron las cuentas de redes sociales, siendo reemplazadas por cuentas individuales de los 3 estudios. Sin embargo, Ubisoft Blue Byte siguió siendo la empresa matriz.

## Videojuegos desarrollados y/o distribuidos
Sitio web oficial de los juegos de Ubisoft Blue Byte

### SerieBattle Isle
| Título                              | Año  | Desarrollador | Distribuidor |
| ----------------------------------- | ---- | ------------- | ------------ |
| Battle Isle                         | 1991 | Blue Byte     | Blue Byte    |
| Battle Isle Data Disk I             | 1992 | Blue Byte     | Blue Byte    |
| Battle Isle Data Disk II            | 1993 | Blue Byte     | Blue Byte    |
| Battle Isle II                      | 1994 | Blue Byte     | Accolade     |
| Battle Isle II Data Disk I          | 1994 | Blue Byte     | Blue Byte    |
| Battle Isle III                     | 1995 | Blue Byte     | Blue Byte    |
| Incubation: Time Is Running Out     | 1997 | Blue Byte     | Blue Byte    |
| Incubation: The Wilderness Missions | 1997 | Blue Byte     | Blue Byte    |
| Incubation: Hidden Worlds           | 1998 | Blue Byte     | Blue Byte    |
| Battle Isle: The Andosia War        | 2000 | Cauldron      | Blue Byte    |

### SerieThe Settlers
| Título                             | Año  | Desarrollador | Distribuidor |
| ---------------------------------- | ---- | ------------- | ------------ |
| The Settlers                       | 1993 | Blue Byte     | Blue Byte    |
| The Settlers II                    | 1996 | Blue Byte     | Blue Byte    |
| The Settlers III                   | 1998 | Blue Byte     | Blue Byte    |
| The Settlers IV                    | 2001 | Blue Byte     | Ubi Soft     |
| The Settlers: Heritage of Kings    | 2004 | Blue Byte     | Ubisoft      |
| The Settlers II (10th Anniversary) | 2006 | Blue Byte     | Ubisoft      |
| The Settlers: Rise of an Empire    | 2007 | Blue Byte     | Ubisoft      |
| The Settlers: Rise of Cultures     | 2008 | Blue Byte     | Ubisoft      |
| The Settlers 7: Paths to a Kingdom | 2010 | Blue Byte     | Ubisoft      |
| The Settlers – My City             | 2010 | Blue Byte     | Ubisoft      |
| The Settlers Online                | 2010 | Blue Byte     | Ubisoft      |
| The Settlers                       | 2022 | Blue Byte     | Ubisoft      |

### SerieAnno
| Título      | Año  | Desarrollador              | Distribuidor |
| ----------- | ---- | -------------------------- | ------------ |
| Anno Online | 2013 | Blue Byte                  | Ubisoft      |
| Anno 1404   | 2009 | Blue Byte, Related Designs | Ubisoft      |
| Anno 2070   | 2011 | Blue Byte, Related Designs | Ubisoft      |
| Anno 2205   | 2015 | Blue Byte                  | Ubisoft      |
| Anno 1800   | 2019 | Blue Byte                  | Ubisoft      |

### Otros
| Título                             | Año  | Desarrollador           | Distribuidor |
| ---------------------------------- | ---- | ----------------------- | ------------ |
| Great Courts                       | 1989 | Blue Byte               | Ubi Soft     |
| Twinworld                          | 1989 | Blue Byte               | Ubi Soft     |
| Great Courts 2                     | 1991 | Blue Byte               | Blue Byte    |
| Tom and The Ghost                  | 1990 | Blue Byte               | Ubi Soft     |
| Atomino                            | 1990 | Blue Byte               | Psygnosis    |
| Apidya                             | 1991 | Kaiko                   | Play Byte    |
| Ugh!                               | 1992 | Egosoft                 | Play Byte    |
| History Line: 1914-1918            | 1992 | Blue Byte               | Play Byte    |
| Yo! Joe! Beat the Ghosts           | 1993 | Scipio                  | Play Byte    |
| Albion                             | 1995 | Blue Byte               | Blue Byte    |
| Dr. Drago's Madcap Chase           | 1995 | Blue Byte               | Blue Byte    |
| Chewy: ESC from F5                 | 1995 | New Generation Software | Blue Byte    |
| Archimedean Dynasty                | 1996 | Massive Development     | Blue Byte    |
| Extreme Assault                    | 1997 | Blue Byte               | Blue Byte    |
| Game, Net & Match!                 | 1998 | Blue Byte               | Blue Byte    |
| Star Trek: Starship Creator        | 1998 | Blue Byte               | Blue Byte    |
| Stephen King's F13                 | 2000 | Blue Byte               | Blue Byte    |
| Your Shape: Fitness Evolved 2013   | 2012 | Blue Byte               | Ubisoft      |
| Silent Hunter Online               | 2013 | Blue Byte               | Ubisoft      |
| Panzer General Online              | 2013 | Blue Byte               | Ubisoft      |
| Might & Magic: Heroes Online       | 2014 | Blue Byte               | Ubisoft      |
| Tom Clancy's Rainbow Six: Siege    | 2015 | Blue Byte               | Ubisoft      |
| Assassin's Creed: Identity         | 2014 | Blue Byte               | Ubisoft      |
| Champions of Anteria               | 2016 | Blue Byte               | Ubisoft      |
| For Honor                          | 2017 | Blue Byte               | Ubisoft      |
| South Park: Retaguardia en peligro | 2017 | Blue Byte               | Ubisoft      |
| Far Cry 6                          | 2021 | Blue Byte               | Ubisoft      |
| Avatar: Frontiers of Pandora       | 2022 | Blue Byte               | Ubisoft      |
| Beyond Good & Evil 2               | TBA  | Blue Byte               | Ubisoft      |